# Empresa
|  | «companyia» redirigeix aquí. Vegeu-ne altres significats a «companyia militar». |

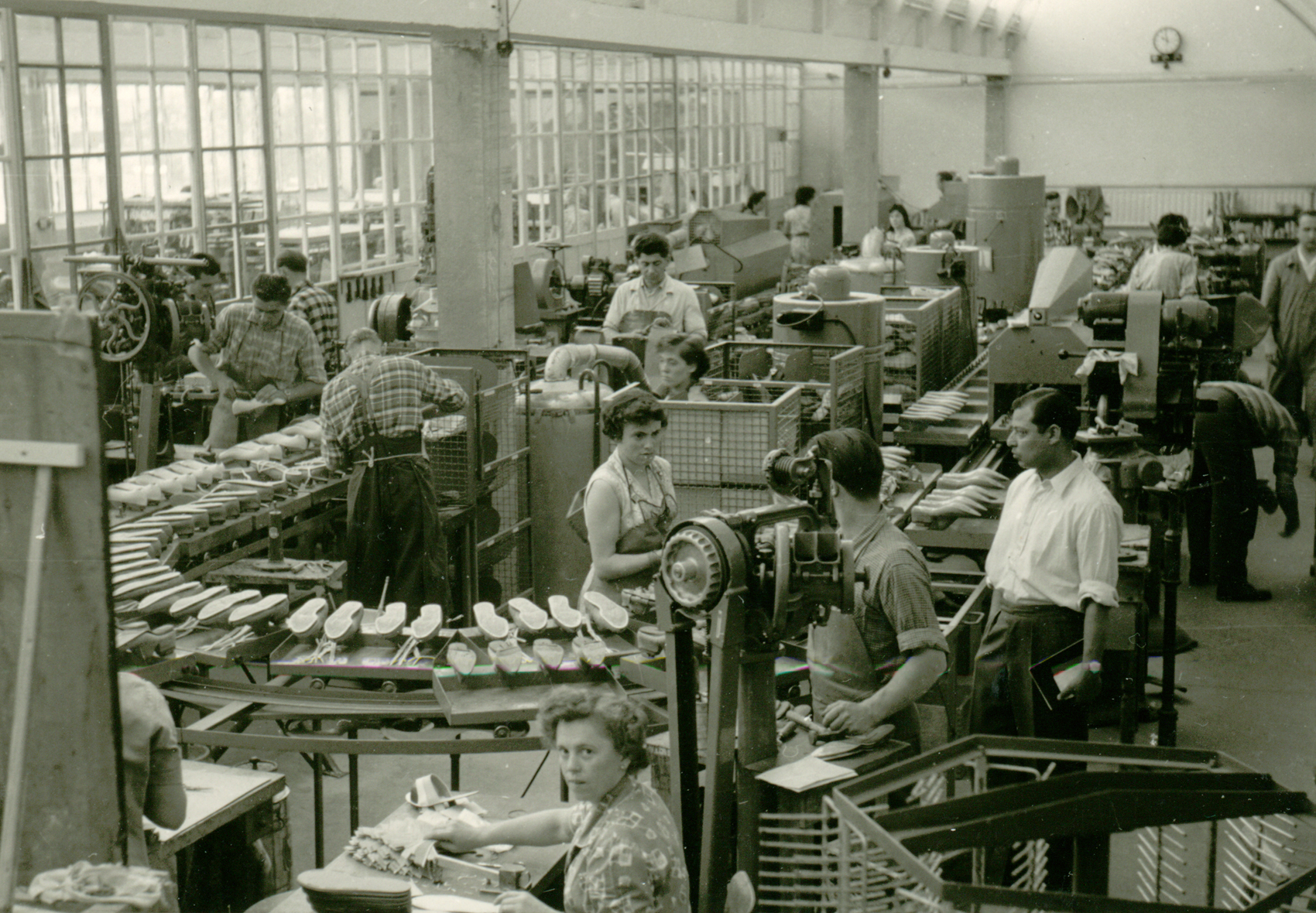
Empresa alemanya de producció de calçat (any 1958).

Una empresa és una organització amb personalitat jurídica (definida a l'escriptura), que pretén generar riquesa i ocupació, a través de l'elaboració o comercialització d'un producte o servei que satisfaci les necessitats i demandes de la societat. És la unitat de producció bàsica.

## Funcions
En una economia de mercat, les empreses compleixen diverses funcions:
- Interpreten els desitjos de les persones respecte als béns que els són necessaris, i es dediquen a produir-los, o, si no n'hi ha, produeixen una sèrie de béns que després, a través de la publicitat per exemple, converteixen en necessaris i imprescindibles per als ciutadans.
- A través dels corresponents mercats, posen els béns produïts a disposició de les persones i perceben en compensació la quantitat de diners corresponent al valor de les seves vendes (el preu), que la majoria de vegades no es correspon al cost de producció (és a dir, per exemple, al treball realitzat per totes les persones que han participat en la creació del producte, ja sigui material o un servei).
- Adquireixen o contracten (també a través dels corresponents mercats) els factors productius precisos per a desenvolupar la seva activitat productiva, als quals retribueixen amb diners.

- Algunes empreses simplement es dediquen a servir d'intermediaris entre les persones i altres empreses. És el que s'anomena subcontractació. En aquests casos, l'empresa intermediària contracta a una segona empresa (a vegades aquesta segona a una tercera, etc.) que realitza el servei per menys diners dels que pagaran els consumidors (i per tant, de menys qualitat de la que es pensa el consumidor que està contractant)i així, l'empresa intermediària rep uns diners sense haver estat productiva i a més a més sense tenir cap mena de responsabilitat.

## Classificació
Segons les dimensions, hi ha empreses multinacionals (amb milers de treballadors), empreses mitjanes (que acostumen a tenir més de cent treballadors) i empreses petites (com ara una perruqueria o un taller de fusteria) i segons l'activitat hi ha empreses del sector primari (que es dediquen a l'agricultura, la ramaderia i la pesca), del sector secundari (vinculades a la mineria, la indústria i a construcció) i del sector terciari (que són empreses de serveis, com ara hospitals, transports, ...).